# Посольство Сомали в России
Посольство Сомали в Российской Федерации — официальная дипломатическая миссия Сомалийской Республики в России, расположена в Москве в районе Нагорный на Симферопольском бульваре.
- Адрес посольства: 117556, Москва, Симферопольский бульвар, дом 7А, офис 145.

## Дипломатические отношения
Дипломатические отношения СССР с Сомали были установлены 11 сентября 1960 года. Двусторонние отношения благоприятно развивались, особенно с начала 1970-х годов с приходом к власти в результате государственного переворота 21 октября 1969 года Мохамеда Сиада Барре. В июле 1974 года был подписан Договор о дружбе и сотрудничестве, который вскоре прекратил действие в 1977 году, когда СССР не поддержал Сомали в войне с Эфиопией. В 1991 году Сиад Барре был свергнут, страна погрузилась в хаос, несколько частей страны де-факто независимы. В декабре 2004 года с учётом этно-религиозного состава страны было сформировано Переходное федеральное правительство Сомали, которое поддерживается международным сообществом.

## Послы
- Мохамед Мохамуд Хандуле (2007—2016)
- Абдуллахи Мохамуд Варсаме (2016—2021)
- Хасан Абди Дауд (2021—2023)
- Хаджи Дауд Варсаме Абдуллахи (2023—2025; временный поверенный)
- Мохамед Абукар Зубейр (2025 — наст. время)